# Ubaldo Ricci
Ubaldo Ricci (* 24. März 1669 in Fermo; † 14. Januar 1732 ebenda) war ein italienischer Maler des Hochbarock.

## Leben
Ubaldo Ricci stammte aus einer Künstlerfamilie, die fast zwei Jahrhunderte lang in Fermo im Dienste des lokalen Adels und vor allem kirchlicher Kunden tätig waren. Ubaldo wurde in Rom bei Giovanni Francesco Romanelli und Carlo Maratta ausgebildet. Zurück in seiner Heimatstadt führte er eine Werkstatt, die er in enger Zusammenarbeit mit seinem Bruder Natale (1677–1754) leitete und einen eklektischen und einfachen, hingebungsvollen Malstil zwischen den Regionen Marken und Abruzzen verbreitete.
Zur Familie gehörte auch Filippo (1715–1793), Sohn von Natale und Neffe von Ubaldo, sowie dessen Kinder Lucia und Alessandro (1749–1829).

## Werke (Auswahl)
- Vermählung Mariae, Krypta des Doms von Fermo[1]